# Cambridge United Football Club
Cambridge United Football Club é um clube profissional inglês, baseado na cidade de Cambridge. O clube participa da Football League One que é o equivalente à terceira divisão do campeonato inglês. (recentemente colaborou com um adepto português para receber dinheiro).
O clube por duas vezes alcançou a segunda divisão do campeonato, chegando em quinto lugar na temporada 1991-92, o que lhe deu o direito de disputar o playoff para promoção, no ano seguinte, da temporada inaugural da Premier League, mas o clube não teve êxito. Outras campanhas de destaque são as duas vezes em que o time alcançou as quartas-de-final da Copa da Inglaterra e a vez em que atingiu a mesma fase na Copa da Liga.
O clube manda seus jogos no Abbey Stadium que fica localizado na Newmarket Road à 3 quilômetros a leste do centro da cidade de Cambridge, o estádio tem capacidade para 8.127 pessoas e é formado por terraços e áreas sentadas.

## Os Primeiros Anos
O clube foi fundado em 1912 com o nome de Abbey United, nomeado assim por causa do distrito de Abbey de Cambridge. Começou jogando nas ligas amadoras por muitos anos em seu começo, indo de campo em campo ao redor de Cambridge antes de ter construído o Abbey Stadium. Em 1949 veio a profissionalização do clube e também a mudança de nome para Cambridge United em 1951 (Há um clube de mesmo nome existente em 1909, mas não é associado a este que ainda está em atividade).
Eles jogaram na Eastern Counties League até terminarem em segundo lugar na temporada 1957-58, com isso foram promovidos para a Southern League, três anos depois, Cambridge United alcançou a Premier Division da Southern League.

## A Primeira Era da Liga: Décadas de 1970 e 1980
Em 1970, o clube foi eleito para participar da Football League para substituir o Bradford. Oito anos mais tarde, a equipe teve êxito e alcançou a Second Division, alcançando a oitava colocação em 1980.
Em 1984 o clube foi rebaixado, neste ano eles ganharam apenas 4 partidas durante todo o campeonato e isso fez com que o Cambridge United conseguisse colocar sua marca de forma negativa na liga, sendo o clube com o maior números de derrotas, 31. Este feito só foi batido pelo Derby County no ano de 2008.
Os sucessivos rebaixamentos levaram a equipe de volta à quarta divisão inglesa, que na época, era a divisão mais baixa existente.

## A Glórias dos anos 1990
Os grandes sucessos do Cambridge United vieram no final da década de 1980 e início de 1990. Eles ganharam os playoffs da quarta divisão, sob o comando do técnico John Beck, após baterem Chesterfield por 1-0 em Wembley. Depois foram coroados campeões da terceira divisão, tendo como grande estrela o atacante Dion Dublin, que se juntou ao clube em 1988. Dublin ajudou o Cambridge na sua melhor performance numa liga, que foi em 1992, quando terminaram a segunda divisão em quinto e isso lhes deu o direito de disputarem o playoff que poderia levá-los à edição inaugural da Premier League. Após empatarem em 1-1 com Leicester City no primeiro jogo, foram goleados por 5-0 no jogo de volta e seus sonhos de mais uma ascensão, a terceira seguida, foram destruídos. Dion Dublin saiu do time pouco tempo depois, indo jogar no Manchester United.
Neste período, o Cambridge United ainda conseguiu chegar por duas vezes às quartas-de-final da FA Cup nos anos de 1990 e 1991.

## Período 2005-2014
A véspera da temporada 2006-07 foi de mudanças, o ex-jogador do Norwich City Lee Power tornou-se o novo presidente do clube e Johnny Hon foi reintegrado à diretoria do Cambridge como vice-presidente. Jimmy Quinn foi anunciado como novo treinador pouco tempo depois da mudança de diretoria e após algumas turbulências conseguiu com que a equipe ganhasse as últimas cinco partidas e permanecer na divisão.
Depois de assinar com vários jogadores experientes das divisões inferiores do campeonato inglês (non-league), o técnico Jimmy Quin conseguiu a maior sequência de vitórias em um início de temporada (2007-08), que foi de doze jogos. O United terminou a temporada em segundo lugar, classificando-se assim para os Playoffs. Conseguiram ganhar do Burton Albion por 4-3 na semifinal, mas na final, disputada no estádio de Wembley, perderam para o Exeter City pelo placar mínimo.
Fora de campo, o Cambridge conseguiu assinar alguns contratos de patrocínio que pareciam que iriam trazer certa segurança financeira. Mas nem tudo foi tranquilo nesta temporada, no meio da mesma o presidente Lee Power demitiu-se e foi substituído por Wayne Purser.
Após a derrota no playoff muitos jogadores deixaram o clube e isso culminou na saída do técnico Jimmy Quinn. O ex-técnico foi substituído por Gary Brabin e nomeou Paul Carden como seus assistente.
O United terminou a temporada 2008-09 novamente em segundo lugar. No playoff conseguiu superar uma desvantagem e venceu, na semifinal, o Stevenage Borough por 4-3 no placar agregado. Mas como na última vez, tiveram a infelicidade de perder a final por 2-0 para o Torquay United.
O técnico Brabin foi nomeado o melhor técnico da temporada, mas mesmo assim foi demitido no final da mesma por, supostamente, ter se desentendido com o atual presidente. Ele foi substituído por Martin Ling que demitiu-se apenas oito dias após.
Quando o presidente George Rolls e a nova diretoria foram nomeadas, trouxeram novamente como técnico Martin Ling, uma semana após a posse.
Cambridge terminou a primeira temporada sob comando de Ling na décima posição, não alcançando assim a fase de playoff. No começo de 2011 Martin Ling foi removido de seu posto de técnico e Jez George assumiu o cargo interinamente, fazendo com que o clube terminasse na nona colocação.
Precisamente em 6 de janeiro de 2011, o clube foi posto a venda com o argumento de que era necessário fundos para que o clube pudesse prosseguir. Apesar do interesse de várias partes, nenhum comprador foi encontrado. Depois, ainda no mesmo mês, o Grosvenor Goup (proprietários do clube), revelaram os planos para um novo estádio comunitário, incluindo potenciais localizações dentro e fora da cidade.
Depois de onze jogos na temporada seguinte (2012-13), Jez George tornou-se diretor de futebol e em seu lugar entrou Richard Money. Essas mudanças fizeram com que o clube gastasse muito tempo no meio da tabela, onde terminou na décima quarta colocação com 59 pontos. O plantel foi amplamente reformulado e o United iniciou a temporada 2013-14 com o recorde de 16 jogos sem derrotas.
O United terminou a temporada em segundo lugar e mais uma vez classificou-se para a fase de playoff. Na semifinal despachou o Halifax Town (2-1 no agregado) e na final em Wembley, venceu o Gateshead por 2-1, conseguindo assim a promoção para a divisão superior (Football League) depois de nove anos de ausência.
O clube ainda conseguiu chegar a final da FA Trophy e sagrou-se campeão após derrotar o Gosport Borough pelo placar de 4-0.

## Estádio
O Cambridge United atualmente manda suas partidas no Abbey Stadium, que tem sido sua casa desde 1932. A partir de 2009 o campo passou a ser conhecido também por R. Costings Abbey Stadium, por causa de um acordo de patrocínio. O estádio tem capacidade para 8.127 pessoas, sendo 4.376 sentadas.
A partida inaugural do estádio foi uma vitória do time da casa sobre o time da Cambridge University Press, em um amistoso disputado em 31 de agosto de 1932. Antes disso o United mandava suas partidas em campos diferentes ao redor da cidade. . .

## Uniformes

### 1º Uniforme
| 2020–2021 | 2019–2020 | 2018–2019 | 2017–2018 | 2016–2017 | 2015–2016 | 2014–2015 |

### 2º Uniforme
| 2020–2021 | 2019–2020 | 2018–2019 | 2017–2018 | 2016–2017 | 2015–2016 | 2014–2015 |

### 3º Uniforme
|  |  |  |  |  |  |  |  |  |  |  |  |  |  |  |  |  |  |  |  |  |  |  |  |  |  |  |  |  |  |  |  |  |  |  |  |  |  |  |  |  |  |  |  |  |  |  |  |  |  |  |  | 2018–2019 | 2017–2018 |  |  |  |  |  |  |  |  |  |  |  |  |  |  |  |  |  |  |  |  |  |  |  |  |  |  | 2015–2016 | 2014–2015 |

### Outros Uniformes
| 1º Uniforme 2019–2020 | 2º Uniforme 2019–2020 | 1º Uniforme 2016–2017 |

## Elenco atual
Atualizado em 26 de abril de 2015.
Legenda
- : Capitão
- : Jogador lesionado/contundido